# کاراساوا گنبا
کاراساوا گنبا ((به ژاپنی: 唐沢 玄蕃 Karasawa Genba)؛ زادهٔ ۱ ژانویهٔ ۱۵۰۵) سامورایی، ملازم (قرون وسطی) خاندان سانادا در دوره سنگوکو اهل ژاپن است.